# Říšská župa Horní Podunají
Říšská župa Horní Podunají, též Hornodunajská župa (německy Reichsgau Oberdonau, též Horní Dunaj(sko)) je název historického správního útvaru vytvořeného nacisty na obsazeném území Rakouska (Východní marka, něm. Ostmark) a části Sudet dne 1. května 1939 na základě zákona „o uspořádání správy ve Východní Marce“. Přímým předchůdcem této župy bylo Zemské hejtmanství Horní Podunají (něm. Landeshauptmannschaft Oberdonau), které bylo od 15. dubna 1939 na základě zákona „o členění sudetoněmeckých území“ územně shodné s touto župou. Metropolí župy byl Linec (německy Linz).

## Vymezení župy
Župa zahrnovala celé území předchozího zemského hejtmanství Horní Podunají: území rakouské spolkové země Horní Rakousy, původně dolnorakouské katastrální území Hinterberg (do 14. října 1938 součást dolnorakouská obce Behamberg, poté od 15. října 1938 přičleněno k hornorakouskému městu Steyr), štýrský soudní okres Bad Aussee a části jižních Čech (Českokrumlovsko a Kaplicko).

## Zánik župy
Župa přestala existovat 8. května 1945. Severní oblasti byly navráceny obnovenému Československu. Rakouská část bývalé župy pak byla linií řeky Dunaj rozdělena mezi Sovětskou (severně od Dunaje) a Americkou okupační zónu Rakouska (jižně od Dunaje). V rakouské části bývalé župy byla obnovena spolková země Horní Rakousy, k níž však až do 30. června 1948 náležel štýrský soudní okres Bad Aussee. Katastrální území Hinterberg zůstává dodnes součástí hornorakouského města Steyr (definitivně potvrzeno roku 1958 změnou rakouské spolkové ústavy).